# هود (کالیفرنیا)
هود (به انگلیسی: Hood) یک منطقهٔ مسکونی در ایالات متحده آمریکا است که در شهرستان ساکرامنتو، کالیفرنیا واقع شده‌است. هود ۰٫۸۱۶ کیلومتر مربع مساحت و ۲۷۱ نفر جمعیت دارد و ۲٫۱۳ متر بالاتر از سطح دریا واقع شده‌است.